# Ein Shibli
Ein Shibli, en arabe : عين شبلي, est un village du gouvernorat de Naplouse en Palestine, situé à 15,6 km à l'est de Naplouse, au centre de la Cisjordanie.
Selon le recensement du bureau central palestinien des statistiques, la localité compte une population de 313 habitants en 2017.